# Pseudocrenilabrinae
Sous-famille
Les Pseudocrenilabrinae sont une sous-famille de Cichlidae d'Afrique.
Les sous-familles Heterochromidinae Kullander, 1998, Tylochrominae Poll, 1986, Boulengerochrominae Tawil, 2001 et Tilapiinae Hoedeman, 1947 sont parfois intégrées aux Pseudocrenilabrinae.

## Classification
Tribu Ectodini Poll, 1986
- Aulonocranus Regan, 1920
- Callochromis Regan, 1920
- Cardiopharynx Poll, 1942
- Cunningtonia Boulenger, 1906
- Cyathopharynx Rega, 1920
- Ectodus Boulenger, 1898
- Grammatotria Boulenger, 1899
- Lestradea Poll, 1943
- Ophthalmotilapia Pellegrin, 1904
- Xenotilapia  Boulenger, 1899

Tribu Limnochromini Poll, 1986
- Baileychromis Poll, 1986
- Gnathochromis Poll, 1981
- Limnochromis Regan, 1920
- Reganochromis Whitley, 1929
- Triglachromis Poll & Thys van den Audenaerde 1974

Tribu Perissodini Poll, 1986
- Haplotaxodon Boulenger, 1906
- Perissodus Boulenger, 1898
- Plecodus Boulenger, 1898
- Xenochromis Boulenger, 1899

Tribu Cyprichromini Poll, 1986
- Cyprichromis Scheuermann, 1977
- Paracyprichromis Poll, 1986

Tribu Eretmodini Staek, 1977
- Eretmodus Boulenger, 1898
- Spathodus Boulenger, 1900
- Tanganicodus Poll, 1950

Tribu Greenwoodochromini Takahashi, 2003
- Greenwoodochromis Poll, 1983

Tribu Benthochromini Takahashi, 2003
- Benthochromis Poll, 1986

Tribu Cyphotilapiini Takahashi, 2003
- Cyphotilapia Regan, 1920

Tribu Tropheini Poll, 1986
- Ctenochromis Pfeffer, 1893
- Limnotilapia Regan, 1920
- Lobochilotes Boulenger, 1915
- Petrochromis Boulenger, 1898
- Pseudosimochromis Nelissen, 1977
- Simochromis Boulenger, 1898
- Tropheus Boulenger 1898

Tribu Pseudocrenilabrini Fowler, 1935
- Cynotilapia Regan, 1922
- Cyrtocara Boulenger, 1902
- Hemitilapia Boulenger, 1902
- Protomelas Eccles & Trewavas, 1989
- Pseudocrenilabrus Fowler, 1934
- Pseudotropheus Regan, 1922

Tribu Haplochromini Hoedeman, 1947
- Allochromis Grenwood, 1980
- Alticorpus Stauffer & McKaye, 1988
- Aristochromis Trewavas, 1935
- Astatoreochromis Pellegrin, 1904
- Astatotilapia Pellegrin, 1904
- Aulonocara Regan, 1922
- Buccochromis Eccles & Trewavas, 1989
- Caprichromis Eccles & Trewavas, 1989
- Champsochromis Boulenger, 1915
- Cheilochromis Eccles & Trewavas, 1989
- Chetia Trewavas, 1961
- Chilotilapia Boulenger, 1908
- Copadichromis Eccles & Trewavas, 1989
- Corematodus Boulenger, 1897
- Ctenopharynx Eccles & Trewavas, 1989
- Cyathochromis Trewavas, 1935
- Cyclopharynx Poll, 1948
- Cynotilapia Regan, 1922
- Dimidiochromis Eccles & Trewavas, 1989
- Diplotaxodon Trewavas, 1935
- Docimodus Boulenger, 1897
- Etia Schliewen & Stiassny, 2003
- Exochochromis Eccles & Trewavas, 1989
- Fossorochromis Eccles & Trewavas, 1989
- Gaurochromis Greenwood, 1980
- Genyochromis Trewavas, 1935
- Gephyrochromis Boulenger, 1901
- Haplochromis Hilgendorf, 1888
- Hemitaeniochromis Eccles & Trewavas, 1989
- Hoplotilapia Hilgendorf, 1888
- Iodotropheus Oliver & Loiselle, 1972
- Labeotropheus Ahl, 1926
- Labidochromis Trewavas, 1935
- Lethrinops Regan, 1922
- Lichnochromis Trewavas, 1935
- Lithochromis Lippitsch & Seehausen in Seehausen & al., 1998
- Macropleurodus Regan, 1922
- Maravichromis Eccles et Trewavas, 1989
- Maylandia Meyer & Foerster, 1984
- Mbipia Lippitsch & Seehausen in Seehausen & al., 1998
- Mchenga Stauffer & Konings, 2006
- Melanochromis Trewavas, 1935
- Mylochromis Regan, 1920
- Naevochromis Eccles & Trewavas, 1989
- Neochromis Regan, 1920
- Nimbochromis Eccles & Trewavas, 1989
- Nyassachromis Eccles & Trewavas, 1989
- Orthochromis Greenwood, 1954
- Otopharynx Regan, 1920
- Pallidochromis Turner, 1994
- Paralabidochromis Greenwood, 1956
- Petrotilapia Trewavas, 1935
- Pharyngochromis Greenwood, 1979
- Placidochromis Eccles & Trewavas, 1989
- Platytaeniodus Boulenger, 1906
- Pseudocrenilabrus Fowler, 1934
- Pundamilia Seehausen & Lippitsch in Seehausen & al., 1998
- Pyxichromis Greenwood, 1980
- Rhamphochromis Regan, 1922
- Sargochromis Regan, 1920
- Schwetzochromis Poll, 1948
- Sciaenochromis Eccles & Trewavas, 1989
- Serranochromis Regan, 1920
- Stigmatochromis Eccles & Trewavas, 1989
- Taeniochromis Eccles & Trewavas, 1989
- Taeniolethrinops Eccles & Trewavas, 1989
- Thoracochromis Greenwood, 1979
- Tramitichromis Eccles & Trewavas, 1989
- Trematocranus Trewavas, 1935
- Tyrannochromis Eccles & Trewavas, 1989
- Yssichromis Greenwood, 1980

### Sources
- Phylogénie